# Tour del New Zealand Development team di rugby a 15 1994
Nel 1994, la nazionale neozelandese di rugby union si concentra sui match casalinghi (in particolare il tour degli Springboks e sulla Bledisloe Cup.
Ad iniziuo anno una squadra sperimentale, viene inviata una squadra "Development" in Argentina per un tour.
| Arbitro: | Marcelo Firpo |

|                         |      |                   |
| Sugasti, Crexell        | mt   | Cooke 2, Horwarth |
|                         | tr   | Wilson            |
| Crexell 4, del Castillo | c.p. | Horwarth          |

| Arbitro: | Gustavo López |

|                       |      |                                                       |
| : Rodríguez, Dall'Ava | mt   | 4, Moore 2, Cottrell Gordon, Barry Horwarth, Marshall |
| P. Raitieri           | tr   | Horwarth 7                                            |
|                       | c.p. | Horwarth 3                                            |

| Arbitro: | José Luís Rolandi |

|                   |      |                          |
| Rotondo, Dragotto | mt   | Barry 2, Cooke 2, Hewitt |
| Luna 2            | tr   | Horwarth 2               |
| Luna 3            | c.p. | Horwarth 3               |

| Arbitro: | Ricardo Lamastra |

|             |      |                                                 |
| Méndez      | mt   | Preston, Larsen 2 Cooksley, Slater meta tecnica |
|             | tr   | Horwarth 3                                      |
| Cremaschi 3 | c.p. | Horwarth 3                                      |
|             | drop | Speroni                                         |

| Arbitro: | Carlos Den Dulk |

|               |      |                                                                         |
| Haddad, Rivas | mt   | Wilson, Konia 3 Ieremia, Cooke Howarth, Anglesley 2 Mitchell, Stevenson |
|               | tr   | Howarth 7                                                               |
|               | c.p. | Howarth 2                                                               |
|               | drop | Rey Saravia 2                                                           |

| Arbitro: | O. Vittar |

|        |      |           |
| García | mt   | Barry     |
|        | tr   | Howarth   |
|        | c.p. | Howarth 5 |

| Arbitro: | Santiago Borsani |

|                     |      |                          |
| Rivarola 2, Noriega | mt   | Cooke, Howarth, Cottrell |
| Forrester           | tr   | Howarth                  |
| Forrester 6         | c.p. | Howarth 3                |
| Forrester           | drop |                          |